# Lincoln CDP (Vermont)
Lincoln es un lugar designado por el censo ubicado en el condado de Addison en el estado estadounidense de Vermont. En el Censo de 2020 tenía una población de 266 habitantes y una densidad poblacional de 43,04 habitantes por km². Fue incluido como CDP en el censo de 2020.

## Geografía
Lincoln se encuentra ubicado en las coordenadas 44°06′20″N 72°59′49″O / 44.10556, -72.99694. Según la Oficina del Censo de los Estados Unidos,  tiene una superficie total de 6,18 km², de la cual 6,11 km² corresponden a tierra firme y 0,07 km² a agua.